# Ray Parlour
Raymond „Ray“ Parlour (* 7. März 1973 in Romford, London, England) ist ein ehemaliger englischer Fußballspieler. Bekannt wurde der zumeist im zentralen Mittelfeld oder auf der rechten Außenbahn eingesetzte zwölffache A-Nationalspieler besonders für seine Zeit beim FC Arsenal. Dort zeichneten den „Pelé aus Romford“ vor allem hohe Laufbereitschaft, Zweikampfstärke und die Bereitschaft, sich technisch begabteren Mitspielern unterzuordnen, aus. Während seiner Profilaufbahn gewann er – äußerlich wegen seiner blond gelockten Haare stets auffällig – drei englische Meisterschaften (1998, 2002, 2004), vier FA-Cup-Trophäen (1993, 1998, 2002, 2003), einmal den Ligapokal (1993) sowie 1994 – obwohl im Finale nur auf der Ersatzbank sitzend – den Europapokal der Pokalsieger.

## Sportlicher Werdegang

### Vereinslaufbahn

#### Die ersten Jahre (1988–1996)
Am 29. Januar 1992 debütierte der damals 18-jährige Parlour im Anfield-Stadion gegen den FC Liverpool. Parlour hatte seit Ende der 1980er Jahre in Jugendmannschaften der „Gunners“ gestanden und bei diesem „Sprung ins kalte Wasser“ verschuldete er gleich einen Elfmeter, der mitverantwortlich für die 0:2-Niederlage war. Die Wertschätzung von Trainer George Graham war ihm jedoch sicher, was vor allem daran lag, dass er sich im Mittelfeld für die arbeitsintensive Laufarbeit nie zu schade war und so Offensivspielern wie Ian Wright und Paul Merson Freiräume schaffte.
Sieben Monate nach seinem Debüt revanchierte er sich beim nächsten Auftritt in Liverpool mit dem umgekehrten Spielausgang. In seinen ersten beiden vollständigen Profispielzeiten 1992/93 und 1993/94 war die Rolle aber noch auf die eines Ergänzungsspielers beschränkt – 21 Auftritten in der Startsaison der Premier League folgten 27 Ligaeinsätze bis zum Sommer 1994. In diese Zeit fielen die ersten drei Titelgewinne des FC Arsenal in den 1990ern, zu denen Parlour nur marginal beitrug. Sein größter Anteil war im Ligapokal 1993, als er in der Finalmannschaft stand, die im Wembley-Stadion mit 2:1 gegen Sheffield Wednesday gewann. Im FA-Cup-Finale 1993 fehlte er in der entscheidenden Wiederholungspartie gegen denselben Gegner (2:1), nachdem er im ersten Spiel ohne Sieger (1:1) noch aufgestellt worden war. Auch während der Auftritte im Europapokal der Pokalsieger in der Folgesaison 1993/94 pausierte er weitgehend; beim 1:0-Finaltriumph gegen den FC Parma saß er zumindest der Ersatzbank.
Der sportliche Durchbruch im Verein gelang Parlour in der Saison 1994/95. Dabei schätzte Trainer Graham nicht nur das stetige „Beackern“ zwischen den beiden Strafräumen und die Balleroberungsqualitäten, vielmehr versprach er mit seiner zunehmend hohen Passgenauigkeit die nach dem Weggang von Michael Thomas bereits seit Ende 1991 vakante Position auf der rechten Seite auszufüllen. Nach 30 Auftritten in der Premier League stand er bei der geplanten Europapokal-Titelverteidigung auch in der Finalmannschaft, die jedoch Real Saragossa mit 1:2 nach Verlängerung unterlag. Auch unter dem neuen sportlichen Leiter Bruce Rioch blieb Parlour in dessen einziger Saison in Diensten des FC Arsenal „erste Wahl“, wenngleich weiteren Entwicklungsschritten Verletzungsprobleme im Frühjahr 1996 entgegenstanden – am Ende verbuchte er lediglich 22 Ligaeinsätze.

#### Zusammenarbeit mit Arsène Wenger (1996–2004)
Endgültig in den Stand eines Stammspielers versetzte ihn der 1996 neu verpflichtete Trainer Arsène Wenger. Dabei gestaltete sich die Saison 1996/97 noch etwas holprig. Bei 15 seiner 36 Pflichtspiele kam er erst über Einwechslungen zum Einsatz und die Perspektive als Ergänzungsspieler gepaart mit seiner mangelnden Torgefährlichkeit in dem zunehmend technisch versierten Wenger-Team ließ einen bevorstehenden Transfer nicht unrealistisch erscheinen. Ein in den Medien kolportierter Wechsel zu West Ham United kam jedoch nicht zustande; vielmehr durchlief Parlour in der Arsenal-Mannschaft, die in der Spielzeit 1997/98 das
„Double“ aus englischer Meisterschaft und FA Cup gewann, die wohl signifikantesten Fortschritte. Beim 2:0-Endspielsieg gegen Newcastle United wurde er zudem zum besten Spieler als „Man of the Match“ gewählt; dabei bereitete er den zweiten Treffer von Nicolas Anelka vor. Nicht nur schoss er sechs Saisontore und damit fast genauso viele, wie in seinen gesamten Profijahren zuvor, auch beeindruckte er mit einem neu gewonnenen Selbstvertrauen in einem von Wenger runderneuerten Team. An der Seite von dominanten Mittelfeldspielern wie Patrick Vieira und Emmanuel Petit wuchs auch Parlour und er spielte sich mit konstant guten Leistungen in den vorläufigen Kader der englischen Nationalmannschaft für die Weltmeisterschaft 1998 in Frankreich.
Obwohl der große Erfolg in der anschließenden Saison 1998/99 keine Wiederholung fand, blieb Parlour eine wichtige Stütze in der Mannschaft. Er trug sechs Ligatore zum Gewinn der Vizemeisterschaft bei, gewann die Fan-Wahl zum besten Spieler und überzeugte nicht nur auf seiner angestammten rechten Seite, sondern half zunehmend im zentralen Mittelfeld aus oder ließ sich auf die Außenverteidigerposition zurückfallen. Nächster sportlicher Erfolg war für Parlour im Jahr 2000 das Erreichen des Endspiels im UEFA-Pokal. Zuvor hatte er im Wettbewerb seinen wohl besten Auftritt in der Saison, als er im Viertelfinal-Rückspiel gegen Werder Bremen drei Tore zum 4:2-Sieg beisteuerte. Das Endspiel ging im Elfmeterschießen – trotz eines von Parlour verwandelten Strafstoßes – gegen Galatasaray Istanbul verloren; zudem sorgte eine Knieverletzung für einen weiteren Missklang zum Ende, da ihm diese auch die bereits sicher geglaubte Teilnahme an der Euro 2000 raubte. Weitere Beispiele für Parlours zunehmende Torgefährlichkeit in der Saison 2001/02 waren seine drei Tore gegen Newcastle United (5:0) und ein Viertelfinal-Weitschusstreffer in der Champions League gegen den FC Valencia. Wenger stellte ihn nun häufiger im Mittelfeldzentrum auf und die Umbaumaßnahmen zahlten sich mit dem zweiten Double-Gewinn aus. Persönlicher Höhepunkt war für Parlour der Führungstreffer beim siegreichen FA-Cup-Finale gegen den FC Chelsea (2:0) in der 70. Spielminute – wie gegen Valencia per Distanzschuss.
Während der letzten beiden Jahre bis 2004 hatte Parlour sowohl häufiger mit Knieproblemen als auch mit aufstrebender Konkurrenz von Spielern wie Freddie Ljungberg zu kämpfen. Er blieb jedoch weiter Bestandteil des Kaders und vertrat im Mai 2003 den verletzten Patrick Vieira anlässlich des FA-Cup-Endspiels gegen den FC Southampton (1:0). Die letzte Saison 2003/04 brachte ihm mit dem FC Arsenal eine weitere Meisterschaft ein, ohne ein einziges Spiel verloren zu haben. Kurz zuvor hatte er bei einem spektakulären 5:1-Auswärtssieg in der Champions League sein Team gegen Inter Mailand als Kapitän angeführt. Mit Parlour verabschiedete sich nach 466 Spielen und 32 Toren schließlich ein „Gunner“, der zahlreiche Titel für den Verein errungen hatte, aber dennoch von der Fachwelt häufig nur im Schatten anderer Spitzenspieler in der Arsenal-Mannschaft gesehen wurde.

#### Karriereausklang (2004–2007)
Obwohl der Vertrag beim FC Arsenal noch eine Restlaufzeit von einem Jahr aufwies, wechselte Parlour im Sommer 2004 zum FC Middlesbrough; dabei nahm er ein deutlich reduziertes Gehalt zugunsten der Möglichkeit, wieder spielen zu können, in Kauf. Im aufstrebenden Team von Steve McClaren verstärkte er das ohnehin schon gut besetzte Mittelfeld auf seiner angestammten rechten Seite, debütierte bei einem 2:2 gegen Newcastle United und absolvierte trotz einer zwischenzeitlichen Hüftverletzung 41 der 52 Pflichtspiele von „Boro“. Neben den Problemen an der Hüfte verletzte er sich im September 2005 gegen den AFC Sunderland am Knie und nach einem chirurgischen Eingriff aufgrund eines Knorpelschadens kehrte er erst im neuen Jahr 2006 wieder ins Geschehen zurück. Als der FC Middlesbrough zum Ende der Saison 2005/06 ins UEFA-Pokalendspiel einzog, saß er bei der 0:4-Niederlage gegen den FC Sevilla nur auf der Ersatzbank. Zu weiteren Einsätzen kam er bei Boro auch in der Saison 2006/07 nicht mehr und der neue Trainer Gareth Southgate erteilte ihm Ende Januar 2007 die Freigabe für einen ablösefreien Transfer.
Am 9. Februar 2007 wechselte er zum Zweitligisten Hull City und spielte erstmals in seiner Laufbahn nicht in der höchsten englischen Division. Mit einer sogenannten „Pay-as-you-play-Vereinbarung“, die die Entlohnung an Parlours einzelnen Einsätzen bemaß, trainierte er zumeist einige Tage innerhalb der Woche beim FC Arsenal mit, wodurch es ihm möglich war, zumeist bei seinen Kindern zu bleiben. Sportlich gesehen war der Klassenerhalt ein Erfolg, aber über die Saison hinaus kam es hinsichtlich einer weiteren Beschäftigung zu keiner Einigung. Sein 400. Ligaspiel gegen Plymouth Argyle war somit Parlours letzter Auftritt in der Profilaufbahn.

### Englische Nationalmannschaft
Nach zwölf Spielen in der englischen U21-Nachwuchsauswahl zwischen 1992 und 1994 sowie einem Einsatz für die B-Elf im Jahr 1998 kam Parlour im relativ fortgeschrittenen Fußballeralter von 26 Jahren für die englische A-Nationalmannschaft doch noch zu seinem Einstand. Trotz der beständig guten Leistungen in der „Double-Saison“ 1997/98 hatte ihn der vorherige Nationaltrainer Glenn Hoddle nicht für die anstehende WM 1998 in Frankreich berücksichtigt und stattdessen Darren Anderton von Tottenham Hotspur in den Kader berufen. Am 27. März 1999 bestritt er beim Qualifikationsspiel zur Euro 2000 in den Niederlanden und Belgien gegen Polen per Einwechslung das erste Länderspiel.
Während seiner insgesamt zehn Auftritte für Englands A-Team konnte er keinen Treffer erzielen, wobei ihm am 11. Oktober 2000 bei einem Qualifikationsspiel zur WM 2002 in Japan und Südkorea gegen Finnland (0:0) nach einem Weitschuss an die Latte ein reguläres Tor nicht anerkannt wurde, obwohl der Ball die Torlinie vollständig überschritten hatte. Parlour kam bei keinem international bedeutenden Turnier zum Einsatz, wobei er den Sprung in den Europameisterschaftkader im Jahr 2000 nur aufgrund einer Knieverletzung verpasste. Er absolvierte sein letztes Länderspiel am 15. November 2000 gegen Italien und wurde anschließend auch weiter von dem neuen Trainer Sven-Göran Eriksson nominiert. Zu einem weiteren Einsatz auf dem Spielfeld kam es jedoch unter der Regentschaft des Schweden nicht mehr.

## Abseits des Fußballfelds
Parlour ist seit dem Ende seiner aktiven Laufbahn häufig als Fußballexperte in den Medien anzutreffen. Dazu zählen Engagements für Setanta Sports, BBC Radio 5 Live und Talksport.
Große öffentliche Resonanz erhielt der Scheidungsprozess Parlours von seiner Frau Karen, die er 1998 geheiratet und von der er sich nach der Geburt von drei gemeinsamen Kindern im Jahre 2001 getrennt hatte. Karen Parlour wurden nach einem als Präzedenzfall eingestuften Gerichtsprozess im Juli 2004 weitgehende Vermögensgegenstände und Unterhaltsansprüche zugestanden. Im Nachgang zu dem Prozess wurde ein künftiger Trend vorausgesagt, nach dem sich die Angleichung der Einkommen unter Berücksichtigung künftiger Einnahmen früherer Ehepartner verstärken werde, was eine Zunahme von Eheverträgen zur Folge haben könnte.

## Erfolge
- Europapokalsieger der Pokalsieger: 1994
- Englischer Meister: 1998, 2002, 2004
- FA-Cup-Sieger: 1993, 1998, 2002, 2003
- Englischer Ligapokalsieger: 1993
- Charity-Shield-Sieger: 1998, 1999, 2002